# Campionato italiano di calcio da tavolo 1989
Il quindicesimo campionato italiano di Subbuteo agonistico (calcio da tavolo) fu  organizzato dall'A.I.C.I.M.S.. Le gare si disputarono a Bari nel 1989. La competizione fu suddivisa nella categoria "Seniores" e nella categoria "Juniores". Quest'ultima è riservata ad i giocatori "Under16".

## Medagliere
| Pos. | Regione        |   |   |   | Totale |
| ---- | -------------- | - | - | - | ------ |
| 1    | Liguria        | 1 | 0 | 0 | 1      |
| 2    | Emilia-Romagna | 1 | 0 | 0 | 1      |
| 3    | Campania       | 0 | 1 | 0 | 1      |
| 4    | Lombardia      | 0 | 1 | 0 | 1      |
| 5    | Toscana        | 0 | 0 | 1 | 1      |
| 6    | Sicilia        | 0 | 0 | 1 | 1      |

## Risultati

### Categoria Seniores

#### Girone A
- Mario Baglietto - Antonio Aloisi 2-1
- Franco Forino - Pasquale Torano 2-2
- Mario Baglietto - Pasquale Torano 4-3
- Antonio Aloisi - Franco Forino 4-2
- Mario Baglietto - Franco Forino 4-3
- Antonio Aloisi - Pasquale Torano 2-1

#### Girone B
- Emanuele Funaro - Davide Massino 1-0
- Pierluigi Bianco - Marco Zucchi 6-1
- Davide Massino - Pierluigi Bianco 2-1
- Davide Massino - Marco Zucchi 5-1
- Emanuele Funaro - Marco Zucchi 7-1
- Emanuele Funaro - Pierluigi Bianco 3-3

#### Girone C
- Giuseppe Ogno - Maurizio Visconti 4-0
- Filippo Morabito - Enrico Perrino 3-1
- Giuseppe Ogno - Filippo Morabito 5-2
- Giuseppe Ogno - Enrico Perrino 4-2
- Maurizio Visconti - Enrico Perrino 2-0ff
- Filippo Morabito - Maurizio Visconti 4-0

#### Girone D
- Cristian Gargiuli - Massimo Conti 1-1
- Edoardo Costanzo - Roberto Monticelli 9-0
- Cristian Gargiuli - Roberto Monticelli 11-1
- Francesco Mattiangeli - Massimo Conti 3-0
- Edoardo Costanzo - Cristian Gargiuli 1-0
- Massimo Conti - Edoardo Costanzo 1-0
- Massimo Conti - Roberto Monticelli 6-0
- Francesco Mattiangeli - Edoardo Costanzo 2-0
- Francesco Mattiangeli - Cristian Gargiuli 2-2
- Francesco Mattiangeli - Roberto Monticelli 8-0

#### Quarti di finale
- Mario Baglietto - Filippo Morabito 1-1* d.c.p.
- Emanuele Funaro - Massimo Conti 5-1
- Giuseppe Ogno - Antonio Aloisi 2-2* d.c.p.
- Davide Massino - Francesco Mattiangeli 3-1

#### Semifinali
- Davide Massino - Antonio Aloisi 2-1
- Filippo Morabito - Emanuele Funaro 1-1*sh

#### Finali
Finale 7º/8º posto
Giuseppe Ogno - Massimo Conti 3-0
Finale 5º/6º posto
Francesco Mattiangeli - Mario Baglietto 5-3
Finale 3º/4º posto
Filippo Morabito - Antonio Aloisi 1-0
Finale 1º/2º posto
Davide Massino - Emanuele Funaro 2-0ff

### Categoria Juniores

#### Girone A
- Giuseppe Rosini - Giovanni Fiore 1-0
- Giuseppe Rosini - Simone Di Pierro 1-0
- Giovanni Fiore - Simone Di Pierro2-1

#### Girone B
- Giancarlo Giulianini - Andrea Dorato 1-1
- Giancarlo Giulianini - Fabrizio Calabrò 3-0
- Andrea Dorato - Fabrizio Calabrò 2-2

#### Girone C
- Francesco Patruno - Alessio Varia 2-1
- Alessio Varia - Alessandro Sordi 2-0
- Francesco Patruno -Alessandro Sordi 6-0

#### Girone D
- Felice Meo - Paolo Zucca 3-0
- Emanuele Licheri - Oliviero Casali 4-0
- Felice Meo - Oliviero Casali 6-0
- Paolo Zucca - Emanuele Licheri 1-0
- Paolo Zucca - Oliviero Casali 4-1
- Felice Meo - Emanuele Licheri 1-1

#### Quarti di finale
- Giuseppe Rosini - Alessio Varia 2-1
- Giancarlo Giulianini - Paolo Zucca 4-1
- Giovanni Fiore - Francesco Patruno1-0
- Felice Meo - Andrea Dorato 1-0

#### Semifinali
- Giancarlo Giulianini - Giuseppe Rosini 2-0 d.t.s.
- Felice Meo - Giovanni Fiore 6-1

#### Finali
Finale 7º/8º posto
Andrea Dorato - Alessio Varia 2-0
Finale 5º/6º posto
Francesco Patruno - Paolo Zucca 8-3
Finale 3º/4º posto
Giuseppe Rosini - Giovanni Fiore 4-1
Finale 1º/2º posto
Felice Meo - Giancarlo Giulianini 1-1* d.c.p.